# Düdenbüttel
Düdenbüttel este o comună din landul Saxonia Inferioară, Germania.